# Tijmen van der Helm
Tijmen van der Helm, né le 26 janvier 2004 à Delft aux Pays-Bas, est un pilote automobile néerlandais, qui participe à des épreuves de monoplace dans des championnats tels que la Formule Renault et la Formule 3 ainsi qu'à des épreuves d'endurance dans des championnats tels que le WeatherTech SportsCar Championship et la Michelin Le Mans Cup.

## Carrière

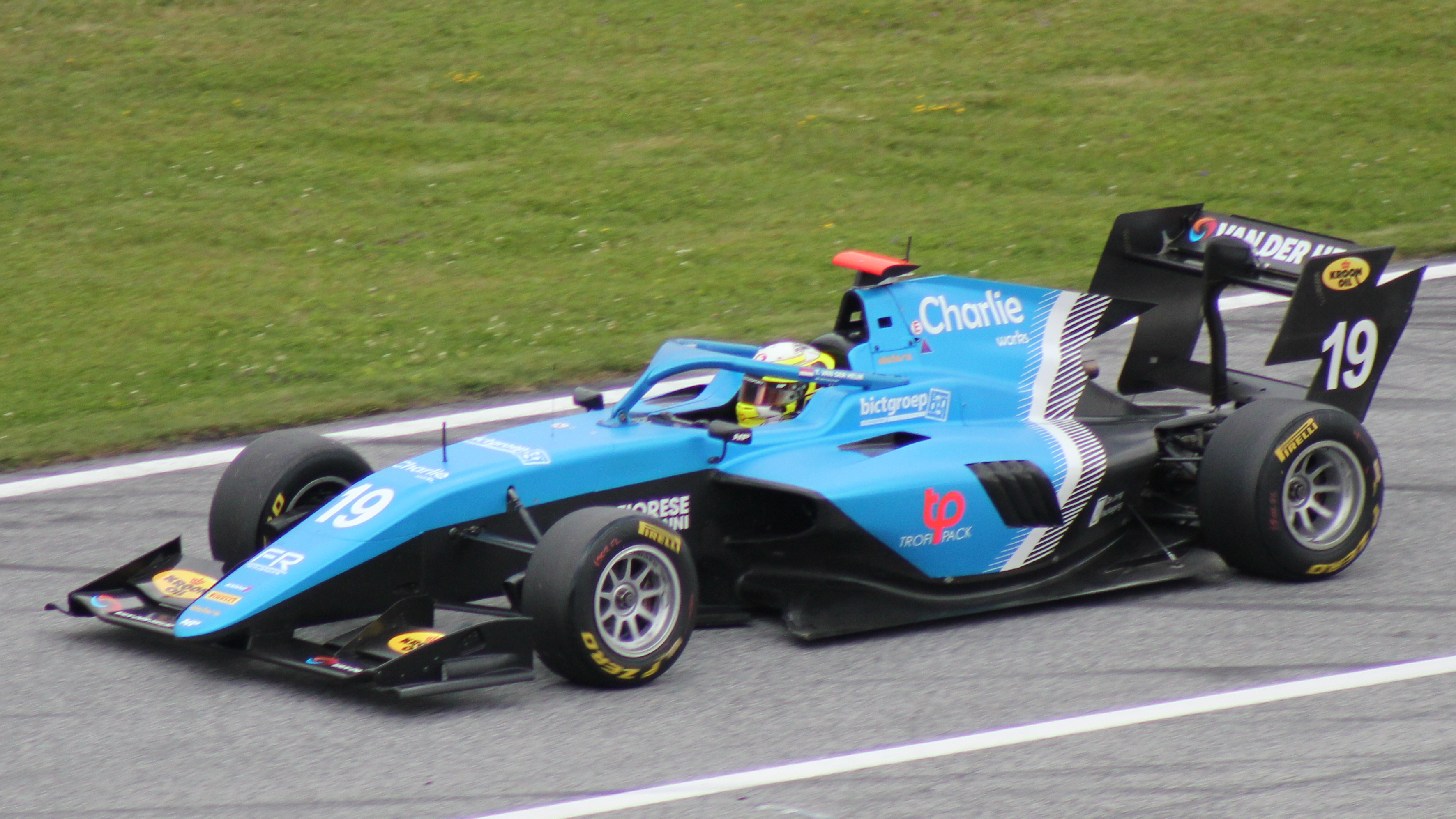
Tijmen van der Helm sur le Red Bull Ring en Formule 3 en 2021.

En 2021, alors que Tijmen van der Helm participe au championnat de Formule 3 au sein de l'écurie néerlandaise MP Motorsport, il a l'occasion de rouler pour la première fois de sa carrière dans un Sport-prototype, une Ligier JS P320, pour le compte de l'écurie suisse Racing Spirit of Léman sur le Circuit des 24 Heures dans le cadre du championnat Michelin Le Mans Cup. Il a comme copilote le pilote néerlandais Mathijs Bakker.
En 2022, il s'engage avec l'écurie russe G-Drive Racing afin de participer pour la première fois de sa carrière à l'une des épreuves phare du championnat américain WeatherTech SportsCar Championship, les 24 Heures de Daytona. Il a comme coéquipiers le pilote australien James Allen, le pilote américain John Falb et le pilote italien Luca Ghiotto.

## Palmarès

### Résultats en monoplace
| Saison | Championnat                        | Écurie                 | Courses | Victoires | Pole positions | Meilleurs tours | Podiums | Points | Classement |
| ------ | ---------------------------------- | ---------------------- | ------- | --------- | -------------- | --------------- | ------- | ------ | ---------- |
| 2019   | Championnat d'Espagne de Formule 4 | MP Motorsport          | 21      | 0         | 0              | 0               | 8       | 158    | 4e         |
| 2019   | Formule 4 Émirats Arabes Unis      | Xcel Motorsport        | 8       | 1         | 0              | 1               | 3       | 96     | 10e        |
| 2019   | Formule 4 UAE Trophy Round         | Xcel Motorsport        | 2       | 0         | 0              | 1               | 1       | -      | n.c        |
| 2020   | Toyota Racing Series               | Kiwi Motorsport        | 9       | 1         | 0              | 0               | 1       | 84     | 14e        |
| 2020   | Formula Renault Eurocup            | FA Racing              | 18      | 0         | 0              | 0               | 0       | 45     | 12e        |
| 2021   | Formule 3                          | MP Motorsport          | 20      | 0         | 0              | 0               | 0       | 0      | 26e        |
| 2022   | Championnat du monde d'endurance   | ARC Bratislava         | 3       | 0         | 0              | 0               | 0       | 0      | 24e        |
| 2022   | European Le Mans Series            | TDS Racing x Vaillante | 6       | 0         | 0              | 0               | 0       | 4      | 22e        |
| 2023   | European Le Mans Series            | Panis Racing           | 6       | 0         | 0              | 0               | 4       | 86     | 3e         |

### Résultats enchampionnat du monde d'endurance FIA
| Année | Écurie                                | Châssis  | Moteur                     | Classe | 1      | 2        | 3     | 4      | 5   | 6   | Position | Points |
| ----- | ------------------------------------- | -------- | -------------------------- | ------ | ------ | -------- | ----- | ------ | --- | --- | -------- | ------ |
| 2022  | ARC Bratislava TDS Racing x Vaillante | Oreca 07 | Gibson GK428 4,2 l V8 Atmo | LMP2   | SEB 13 | SPA Abd. | LMS 4 | MON 11 | FUJ | BAH | 24e      | 0      |

### Résultats enEuropean Le Mans Series
| Année | Écurie                 | Châssis  | Moteur                     | Classe     | 1      | 2      | 3      | 4      | 5      | 6      | Position | Points |
| ----- | ---------------------- | -------- | -------------------------- | ---------- | ------ | ------ | ------ | ------ | ------ | ------ | -------- | ------ |
| 2022  | TDS Racing x Vaillante | Oreca 07 | Gibson GK428 4,2 l V8 Atmo | LMP2       | LEC 10 | IMO 10 | MON 13 | BAR 11 | SPA 12 | POR 11 | 22e      | 4      |
| 2022  | TDS Racing x Vaillante | Oreca 07 | Gibson GK428 4,2 l V8 Atmo | Pro-Am Cup | LEC 3  | IMO 2  | MON 5  | BAR 5  | SPA 5  | POR 4  | 5e       | 76     |

### Résultats aux24 Heures du Mans
| Année | Écurie                 | Copilotes                   | Voiture           | Classe | Tours | Pos. | Class Pos. |
| ----- | ---------------------- | --------------------------- | ----------------- | ------ | ----- | ---- | ---------- |
| 2022  | TDS Racing x Vaillante | Mathias Beche Nyck de Vries | Oreca 07 - Gibson | LMP2   | 368   | 8e   | 4e         |

### Résultats aux24 Heures de Daytona
| Année | Écurie                 | Copilotes                          | Voiture  | Classe | Tours | Pos. | Class Pos. |
| ----- | ---------------------- | ---------------------------------- | -------- | ------ | ----- | ---- | ---------- |
| 2022  | G-Drive Racing par APR | James Allen John Falb Luca Ghiotto | Aurus 01 | LMP2   | 556   | Abd. | Abd.       |

### Résultats enMichelin Le Mans Cup
| Année | Écurie                 | Châssis        | Moteur                    | Classe | 1   | 2   | 3   | 4      | 5      | 6   | 7   | Position | Points |
| ----- | ---------------------- | -------------- | ------------------------- | ------ | --- | --- | --- | ------ | ------ | --- | --- | -------- | ------ |
| 2021  | Racing Spirit of Léman | Ligier JS P320 | Nissan VK56 5,6 l V8 Atmo | LMP3   | BAR | LEC | MON | LMS 25 | LMS 23 | SPA | POR | -        | 0      |